# District de Čadca
 (octobre 2024).
Si vous disposez d'ouvrages ou d'articles de référence ou si vous connaissez des sites web de qualité traitant du thème abordé ici, merci de compléter l'article en donnant les références utiles à sa vérifiabilité et en les liant à la section « Notes et références ».
Le district de Čadca est l'un des 79 districts de Slovaquie dans la région de Žilina.

## Démographie

### Évolution de la population
| Année:               | 1994.  | 2004.   | 2014.   | 2024.   |
| -------------------- | ------ | ------- | ------- | ------- |
| Nombre de personnes: | 91 569 | 92 944  | 91 124  | 86 666  |
| Différence:          |        | +1,50 % | -1,95 % | -4,89 % |

| Année:               | 2023.  | 2024.   |
| -------------------- | ------ | ------- |
| Nombre de personnes: | 87 135 | 86 666  |
| Différence:          |        | -0,53 % |

## Liste des communes

### Ville
- Čadca
- Krásno nad Kysucou
- Turzovka

### Villages
- Čierne
- Dlhá nad Kysucou
- Dunajov
- Klokočov
- Klubina
- Korňa
- Makov
- Nová Bystrica
- Olešná
- Oščadnica
- Podvysoká
- Radôstka
- Raková
- Skalité
- Stará Bystrica
- Staškov
- Svrčinovec
- Vysoká nad Kysucou
- Zákopčie
- Zborov nad Bystricou